# Tetrolcianuramida
Se denomina en química tetrolcianuramida a una amida descubierta por Giacomo Ciamician y Max Dennstedt, originada por la acción del cloruro de nitrógeno sobre la combinación potásica del pirrol interpuesta en éter, y la fórmula de composición química que se le dio es la siguiente: (C4H4N.CN)3.

## Caracteres
- Se presenta en largas agujas blancas
- Insolubles en agua
- Poco solubles en alcohol hirviente
- Fusibles a 210°
- Volatilizables sin descomposición a temperaturas superiores a 300°
- No se altera por el ácido clorhídrico ni por el ácido nítrico, y así como por la lejía de potasa
- La disolución alcohólica de este álcali lo desdobla a la ebullición en pirrol y ácido cianúrico

## Tetroluretana
Otro cuerpo descubierto por Ciamician y Denstedt, haciendo reaccionar la disolución etérea de cloro carbonato de etilo sobre la combinación potásica del pirrol, líquido incoloro, refringente, más denso que el agua, no se disuelve y hierve a 180° bajo presión de 770 mm de mercurio:
- El ácido clorhídrico lo resinifica
- El amoniaco le transforma en tetrolurea

## Tetrolurea
Otro cuerpo descubierto por Ciamician y Denstedt, haciendo actuar el amoniaco sobre la tetroluretana a 110.º y en tubos cerrados, y se presenta:
- Cristales incoloros
- Fusibles a 167°
- Sublimables
- Muy solubles en agua hirviente
- Se disuelven también en alcohol